# Fissidens taylorii
Fissidens taylorii är en bladmossart som beskrevs av C. Müller 1848. Fissidens taylorii ingår i släktet fickmossor, och familjen Fissidentaceae. Inga underarter finns listade i Catalogue of Life.